# 新安城站
新安城站（日语：／ Shin-anjō eki */?）是位於愛知縣安城市東榮町一丁目，名古屋鐵道（名鐵）的車站。車站編號為NH17。

## 概要
車站位於安城市北部。為名古屋本線、西尾線的轉乘站。此站為西尾線的起點站，因此有許多轉乘客。另外車站周邊為市區，因此與安城站（2016年度乘車人次為11,326人。愛知縣統計年鑑）一同成為安城市最多人使用的兩個車站。
1923年（大正12年）愛知電氣鐵道（現・名古屋本線）啟用，當時名為今村站。在1926年（大正15年），此站連接米津站的碧海電氣鐵道（現時為西尾線）開通。在1970年（昭和45年）改名為新安城站。

## 歷史
- 1923年（大正12年）6月1日 - 愛知電氣鐵道（日语：愛知電気鉄道）新知立臨時站（後來為東知立站，1968年廢止）至西岡崎站（現時為岡崎公園前站）之間開通，此站啟用，當時名為今村站。
- 1926年（大正15年）7月1日 - 碧海電氣鐵道（日语：碧海電気鉄道）今村站至米津站之間開通。
- 1935年（昭和10年）8月1日 - 愛知電氣鐵道與名岐鐵道合併，成為名古屋鐵道車站。
- 1944年（昭和19年）3月1日 - 碧海電氣鐵道合併至名古屋鐵道。
- 1950年（昭和25年）5月 - 新設下行待避線。西尾線月台配線變更[1]。
- 1969年（昭和44年）3月21日 - 地下車站大樓與北口車站大廈落成[2]。
- 1970年（昭和45年）5月1日 - 車站改名為新安城站。
- 1974年（昭和49年）9月17日 - 部分特急(座位特急除外)停此站。另外只限西尾線直通的座位特急所有班次停此站。
- 1982年（昭和57年）3月21日 - 升級至高速停車站[3]。
- 1987年（昭和63年）5月 - 設置自動閘機[4]
- 1990年（平成2年）10月29日 - 高速與特急合併，成為部分特急停車站。
- 2004年（平成16年）9月15日 - 車站可以使用交通儲值卡「Trans Pass（日语：トランパス (交通プリペイドカード)）」[5]。
- 2005年（平成17年）1月29日 - 實施時間表修正，成為特急標準停車站。但是新設的快速特急則通過。日間的停車班次數目不變。
- 2011年（平成23年）2月11日 - 車站可以使用「manaca」IC卡。
- 2012年（平成24年）2月29日 - 交通儲值卡「Trans Pass」的服務終止，此站也不可使用其儲值卡。
- 2021年（令和3年）3月 - 預計跨站式站房竣工。

## 車站構造

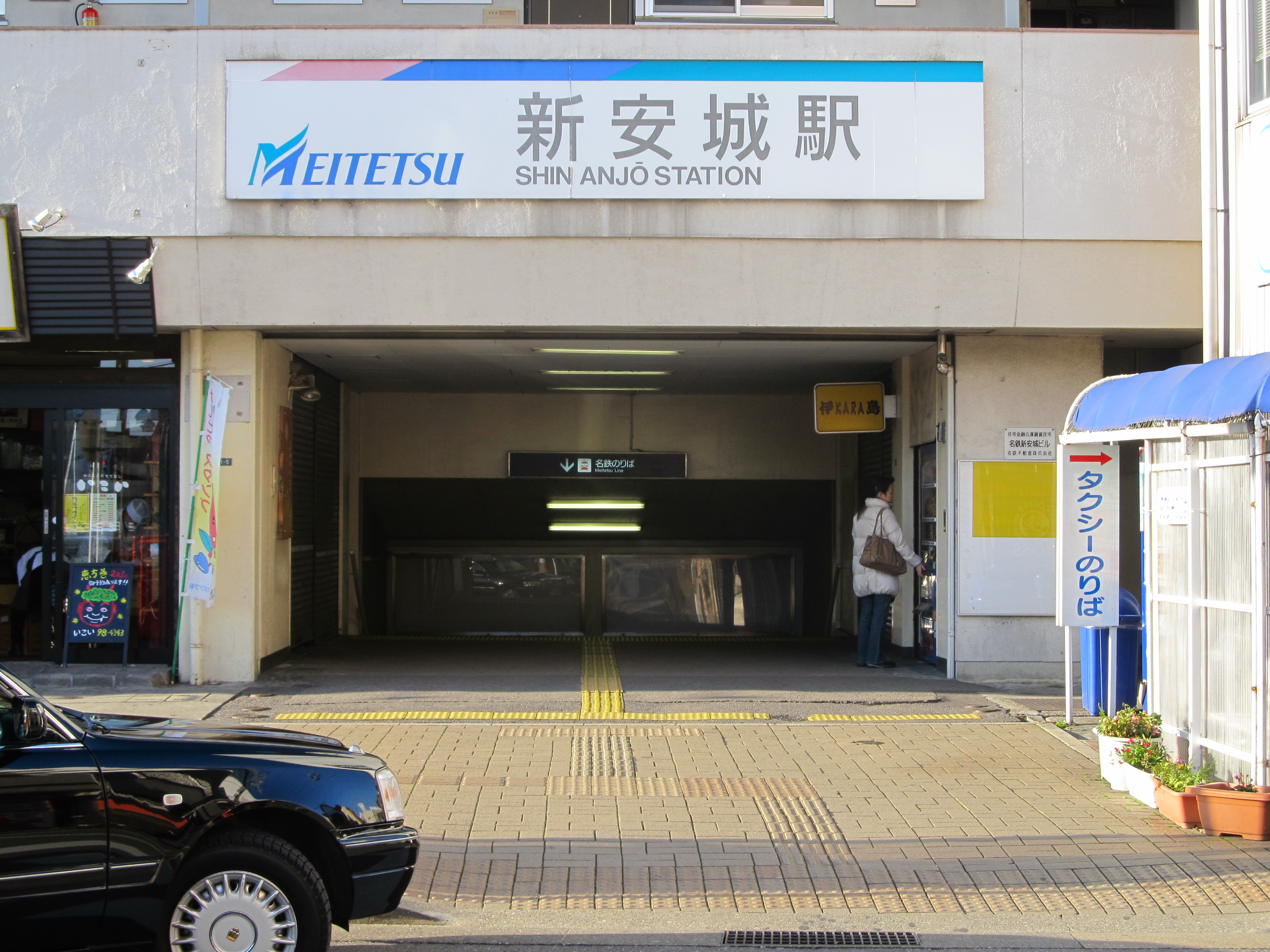
北出口

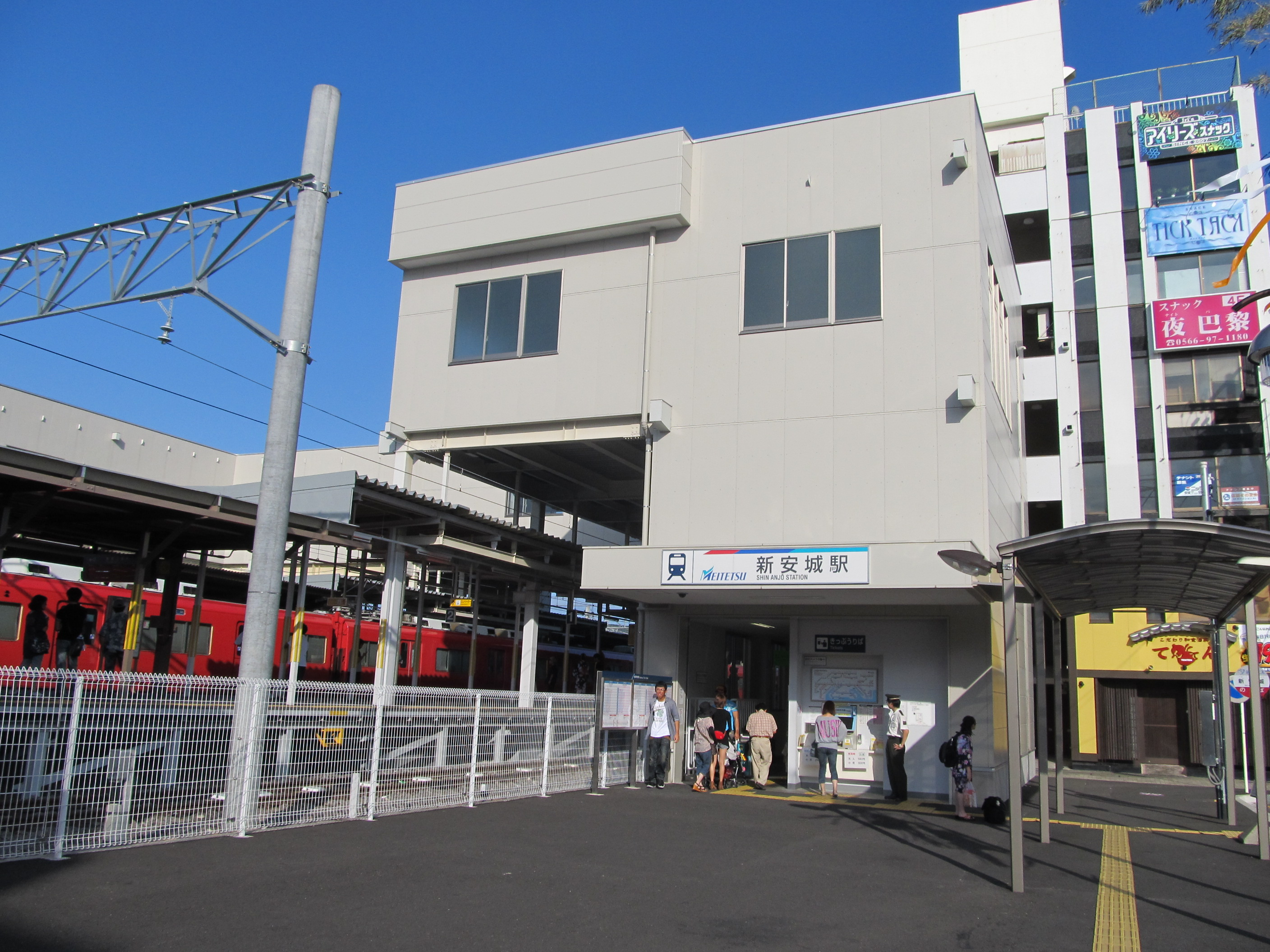
升降機專用閘口

車站為地面車站，設有3面6線的島式月台。截至2011年（平成23年）2月，設有3處閘口。沒有電梯和斜道。在2010年（平成22年）12月跨站式站房中，各月台之間設有升降機。北閘口和南閘口沒有樓梯，只有升降機連接。此外，在跨站式站房完成後，原本的地下閘口會繼續存在，該處的出發顯示板會翻新。
名古屋本線月台（3至6號月台）可容納8卡，西尾線月台（1、2號月台）可容納4卡車廂。1號月台的名古屋一方是盡頭（沒有路軌），該處設有廁所。從西尾線往名古屋方向直通的列車使用3號月台，從名古屋方向前往西尾線直通列車需橫過名古屋方向的路軌才可進入2號月台（西尾線方向月台）。若西尾方向的直通（臨時）列車是6卡編成，會使用3號月台（取而代之往名古屋方向的西尾線列車會改用2號月台）進行結併或分離車廂。除了特急外，往西尾方向的定期列車全部為4卡或2卡編成，並使用2號月台。西尾線與名古屋本線的轉轍器配置上，3號月台以8卡編成列車停車時，會使用往名古屋的月台。另外，3號月台近名古屋的2卡車廂中，若不是8卡列車編成停站的話，會以柵欄封閉。2、3號月台近東岡崎、西尾一方設有留置線。
月台顯示牌是以全彩LED燈2行顯示式。該牌設2010年（平成22年）10月7日設置，在短暫運行試驗後，在10月24日正式使用。是繼布袋站、堀田站、青山站為第四個使用全彩LED燈2行顯示式牌。此外，2010年（平成22年）10月23日前，是使機械翻頁顯示2行式顯示牌。在隨後把該舊式顯示牌撒走，包括閘口以外。西尾線的月台顯示牌與本線的有所相異，1號和2號月台會分開兩個月台顯示牌（上行為1號月台，下行為2號月台。在1號月台沒有出發列車的時段時，1號月台會顯示「此站終點」。在備註欄中，急行以下的列車會顯示「在吉良吉田可轉乘列車往蒲郡」）。
另外，西尾方向和東岡崎方向的臨時直通列車（主要是舉行岡崎觀光夏祭花火大會時，行走東岡崎至西尾之間的普通列車）時，上下行線唯一可互相出入的月台為3號月台。在2008年（平成20年）6月29日起，西尾線使用1200系行走部分特別車特急，往西尾的特急列車使用8卡編成，因此使用3號月台。
3、4月台中，3號月台在增至可容納8卡編成時擴寬月台，其他月台也有所輕微擴寬。隨著開展無障礙工程時，在2010年（平成22年），6號月台與工程用車輛遷移至留置線。以便把5、6號月台擴寬。
與國府站和新木曾川站相同，通過列車會以120km/h通過此站，本線站內的轉轍器均使用彈性轉轍器。
在車站自動廣播中，會以「類別，目的地」順序讀出廣播內容。1、2、4號月台使用女聲，3、5、6號月台使用男聲（金山站和東岡崎站也是這樣。而其他車站通常下行（岐阜方向）為女聲，上行（豐橋方面）為男聲）。

### 月台

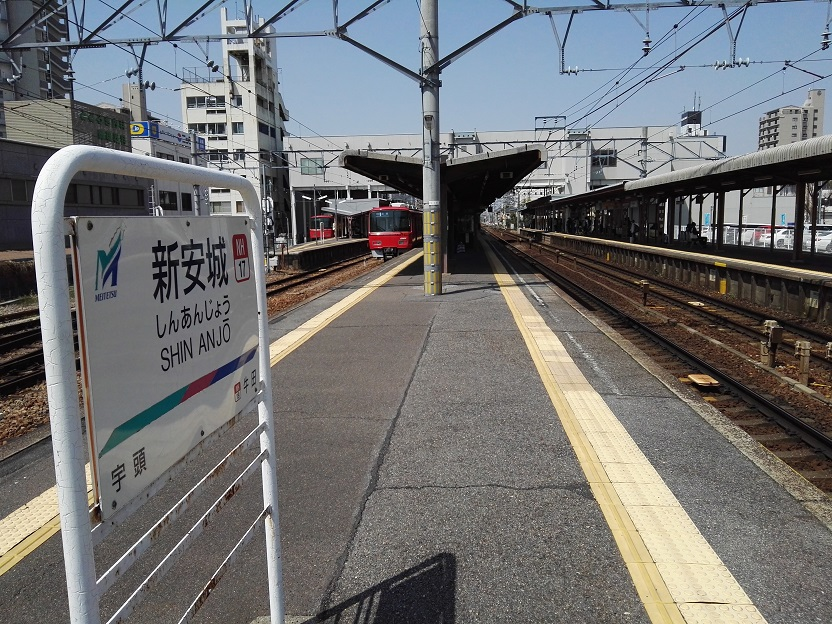
月台
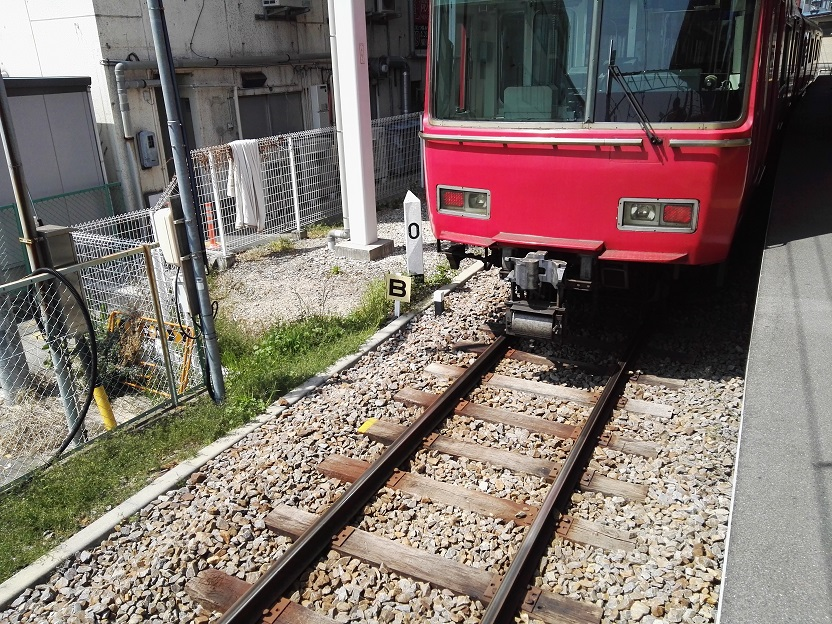
新安城站中西尾線的0公里程碑
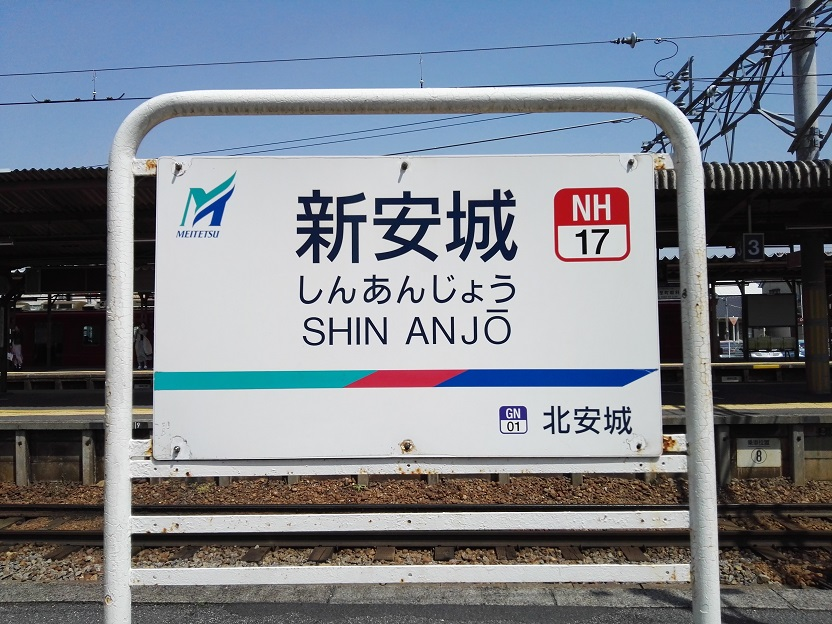
西尾線的站名牌

| 月台 | 路線       | 上下行 | 方向                 | 備註                         |
| ---- | ---------- | ------ | -------------------- | ---------------------------- |
| 1    | 西尾線     | -      | 西尾、吉良吉田方向   | 從此站出發                   |
| 2    | 西尾線     | -      | 西尾、吉良吉田方向   | 通常使用此月台               |
| 3    | 名古屋本線 | 下行   | 金山、名鐵名古屋方向 | 待避線或從西尾線直通列車使用 |
| 4    | 名古屋本線 | 下行   | 金山、名鐵名古屋方向 | 本線                         |
| 5    | 名古屋本線 | 上行   | 東岡崎、豊橋方向     | 本線                         |
| 6    | 名古屋本線 | 上行   | 東岡崎、豊橋方向     | 待避線                       |

- 月台
- 新安城站中西尾線的0公里程碑
- 西尾線的站名牌

### 配線圖
|                     | ↑ 西尾、吉良吉田方向             |                            |
| ← 東岡崎、 豐橋方向 | 名古屋鐵道 新安城站 站內配線略圖 | → 名古屋、 岐阜、 犬山方向 |
| 图例 参考文献：     |                                  |                            |

## 使用狀況
- 在中提及在2013年度，當時1日平均上下車人次為19,683人，為名鐵所有車站（275站）排名第19，名古屋本線（60站）中排名第11，西尾線、蒲郡線（23站）中排名第1[8]。
- 在中提及在1992年度，當時1日平均上下車人次為18,568人，為除岐阜市內線均一車費區間內各站（岐阜市內線、田神線、美濃町線徹明町站至琴塚站之間）外名鐵所有車站（342站）中排名第20，名古屋本線（61站）排名第13，西尾線、蒲郡線（24站）排名第1[9]。
- 在中提及在1981年度，當時1日平均上下車人次為16,003人，為名鐵所有車站中排名第20[10]。
- 根據安城市的統計資料，在2018（平成28）年度平均每日上下車人次為24,106人[11]。近年，此站使用人次數目大幅增加，在2018年超越快特停車站的國府宮站。在名古屋本線車站中排名第12，在西尾線車站排名第1。以下為近年1日平均上下車人次列表：

| 年度               | 1日平均 上下車人次 |
| ------------------ | ------------------ |
| 1998年（平成10年） | 16,173             |
| 2002年（平成14年） | 16,026             |
| 2003年（平成15年） | 16,231             |
| 2004年（平成16年） | 16,901             |
| 2005年（平成17年） | 17,213             |
| 2006年（平成18年） | 17,454             |
| 2007年（平成19年） | 17,916             |
| 2008年（平成20年） | 18,386             |
| 2009年（平成21年） | 17,739             |
| 2010年（平成22年） | 18,023             |
| 2011年（平成23年） | 18,353             |
| 2012年（平成24年） | 18,968             |
| 2013年（平成25年） | 19,683             |
| 2014年（平成26年） | 19,990             |
| 2015年（平成27年） | 21,020             |
| 2016年（平成28年） | 21,684             |
| 2017年（平成29年） | 22,864             |
| 2018年（平成30年） | 24,106             |

使用人次陸續增加，在2016年人次超越前後站，在2018年人次超越國府宮站。

## 時間表
此站快速特急不停站，只有特急以下列車停此站。西尾線內的普通列車會在此站折返。名古屋本線中，只有在此站為終點站的列車。在此站出發後，在名古屋方向下一個設有待避線的車站是在豐明站（知立站不可待避，在高架化預計會設有待避線），豐橋方面則為東岡崎站（矢作橋站只有名古屋方向可以待避）。因此此站設有多對緩急接續的列車或進行待避。此外，在平日早上設有4班從西尾線的列車和從東岡崎的列車在此站結併。
在平日早上繁忙時間，在下行名古屋方向為了提供快捷服務，此站從西尾線往名古屋方向的乘客需使用急行列車前往名古屋。在此站停車的特急列車中，在早上7時時段只有2班。（在近年時間表修正後，數班快速特急降級為特急，使停站的特急數目有所增加）。早上7時時段1班列車外，下行急行不會被快特追越。在早上時段，從西尾線有許多乘客在此站轉乘列車，使當時此站十分繁忙。在深夜時段，上行快速特急會以特急列車運行，因此停站班次數目增加。
在2003年（平成15年）前，半數下行急行（從豐橋站出發）會在此站等待特急（現時為快速特急）通過。在2005年（平成17年）前的正月時間表中，來往豐川稻荷站的臨時特急會通過此站（在黃昏來往豐川稻荷站的定期特急則停車）。曾經設有特急列車（1990年前為高速）於國府宮站和此站停車，但在國府站則為通過，在2000年3月21日修正起，國府站成為特別停車站，在2005年1月29日白紙修正與此站共同成為特急停車站。在1999年（平成11年）前，西尾線的直通特急會在此站停車，並通過知立站。

## 車站周邊
車站以北設有國道1號，車站周邊設有許多路邊店鋪。
另一方面，在車站南邊設有商店，以及Sarubia Plaza（伊藤洋華）和Andy購物中心等大型商業設施。
在車站西邊為安城市道，該處設有平交道和交通量較多。加上列車剛從車站出發時速度較慢，因此該平交道是“不會開平交道”。
- Sarubia Plaza（伊藤洋華安城店）
- Andy購物中心（Domy（日语：ドミー (チェーンストア)）、Yamanaka（日语：ヤマナカ））
- 唐吉訶德PAW新安城店
- 衣浦東部廣域連合（日语：衣浦東部広域連合）安城消防署北分署
- 八千代醫院
- 今村郵局
- 碧海信用金庫（日语：碧海信用金庫）今村分店、新安城分店
- 牧田總部
- 薄野拉麵膳　新安城站北口店
- DCM KAHMA（日语：DCMカーマ） 安城住吉店

## 巴士路線

### 北口
安城市社區巴士（Ankuru巴士）
- 北部線（委托大興的士（日语：大興タクシー））往橋目、八千代醫院方向

### 南口
名鐵巴士
- 往JR東海道本線 安城站、安城更生醫院（日语：安城更生病院）。前往安城站需時約11分鐘。
- 往DENPARK（只限星期六和假日)

安城市社區巴士（Ankuru巴士）
- 西部線（委托大興的士）往東刈谷站、安城更生醫院方向
- 作野線（委托Ohwa（日语：オーワ (愛知県)））往東刈谷站、安城更生醫院方向

## 其他
- 在毎年8月舉行的「岡崎城下家康公夏祭煙花大會（日语：岡崎城下家康公夏まつり花火大会）」舉行當日，晚上部分往新鵜沼的快速特急會臨時停車。

## 相鄰車站
名古屋鐵道
 名古屋本線
□快速特急
通過
■特急
東岡崎（NH13）－新安城（NH17）－知立（NH19）
■急行
東岡崎（NH13）－（部分矢作橋（NH15））－新安城（NH17）－知立（NH19）
■準急
矢作橋（NH15）－新安城（NH17）－（部分停牛田（NH18））－知立（NH19）
■普通
宇頭（NH16）－新安城（NH17）－牛田（NH18）
 西尾線
■特急、■急行
（名鐵名古屋方向－）新安城（NH17）－（部分停急行停北安城（GN01））－南安城（GN02）
■普通
（名鐵名古屋方向－）新安城（NH17）－北安城（GN01）

## 注腳
1. ↑  名古屋鐵道廣報宣傳部（編）. . 名古屋鐵道. 1994: 984.
2. ↑  名古屋鐵道廣報宣傳部（編）. . 名古屋鐵道. 1994: pp.462, 1024.
3. ↑  松井崇. . 鐵道Fan (交友社). 1982-06, 254: 116.
4. ↑  名古屋鐵道廣報宣傳部（編）. . 名古屋鐵道. 1994: 570.
5. ↑  . RAIL FAN (鐵道友之會). 2004年12月號, 51 (12): 28.
6. 1 2 3  駅時刻表：名古屋鉄道・名鉄バス （页面存档备份，存于），2019年3月24日參閲
7. ↑  電氣車研究會，『鐵道畫刊』通卷第816號 2009年3月 臨時特刊號 「特集 - 名古屋鉄道」，卷末收錄「名古屋鐵道 配線略圖」
8. ↑  名鐵120年史編纂委員會事務局（編）. . 名古屋鐵道. 2014: 160–162.
9. ↑  名古屋鐵道廣報宣傳部（編）. . 名古屋鐵道. 1994: 651–653.
10. ↑  名古屋鐵道（編集）. . 名古屋鐵道. 1983: 36.
11. ↑  安城の統計（2018年版）PDF

## 外部連結
- 新安城 - 名古屋鐵道